# Miejsca związane z rewolucją przemysłową w okresie Meiji
Dziedzictwo japońskiej rewolucji przemysłowej okresu Meiji: hutnictwo żelaza i stali, przemysł stoczniowy, przemysł węglowy (jap. 明治日本の産業革命遺産 製鉄・鉄鋼、造船、石炭産業 Meiji nihon no sangyō-kakumei isan: seitetsu, tekkō, zōsen, sekitan-sangyō; Sites of Japan’s Meiji Industrial Revolution: Iron and Steel, Shipbuilding and Coal Mining) – obiekty w Japonii wpisane na listę światowego dziedzictwa UNESCO pod nr 1484 w 2015. Obejmują 8 obszarów z 23 stanowiskami na wyspach: Kiusiu (Kyūshū) i Honsiu (Honshū).

## Opis
Obszary uprzemysłowienia kraju w okresie Meiji, znajdują się głównie w południowo-zachodniej Japonii. Świadczą o szybkiej industrializacji od połowy XIX wieku do początku XX wieku, poprzez rozwój hutnictwa żelaza i stali, przemysłu stoczniowego i górnictwa węglowego. Reprezentują proces importu technologii z Europy i Ameryki do wówczas jeszcze feudalnej Japonii i sposób dostosowania tych technologii do potrzeb kraju i do tradycji społecznych. Uznawane jest to za pierwsze udane przeniesienie zachodniej industrializacji do kraju niezachodniego.

## Mapy

Obiekty na mapie kraju
Kopalnia węgla i port Miike
Obiekty w Hagi
Kagoshima
Nagasaki

## Lista obszarów i stanowisk[2]

### Obszar 1:Hagi(prefektura Yamaguchi)
Stanowiska pre-industrialne i kulturowe z czasów panowania siogunów Tokugawa:
| Stanowisko                                      | Opis                                                  | Obraz |
| ----------------------------------------------- | ----------------------------------------------------- | ----- |
| Piec wahadłowo-obrotowy do wytopu metali w Hagi | Stanowisko historyczne                                |       |
| Stocznia Ebisugahana                            | Stanowisko historyczne                                |       |
| Piece metalurgiczne tatara w Ōitayama           | Prefekturalne stanowisko historyczne                  |       |
| Miasto Hagi                                     | Stanowisko historyczne; tradycyjna zabudowa podzamcza |       |
| Akademia Shōkasonjuku                           | Stanowisko historyczne; placówka edukacyjna           |       |

### Obszar 2:Kagoshima(prefektura Kagoshima)
Pierwsze zakłady przemysłowe Shūseikan:
| Stanowisko                                             | Stanowisko                                    | Opis                                     | Obraz |
| ------------------------------------------------------ | --------------------------------------------- | ---------------------------------------- | ----- |
| Dawne zakłady Shūseikan                                | Dawne zakłady Shūseikan                       | Stanowisko historyczne                   |       |
|                                                        | Pozostałości pieców metalurgicznych Shūseikan | Stanowisko historyczne                   |       |
| Fabryka maszyn Shūseikan                               | Ważne dobro kultury; fabryka założona w 1865  |                                          |       |
| Dawna rezydencja inżyniera przędzalnictwa w Kagoshimie | Ważne dobro kultury; zbudowana w 1865         |                                          |       |
| Piec na węgiel drzewny w Terayama                      | Piec na węgiel drzewny w Terayama             | Stanowisko historyczne; zbudowany w 1858 |       |
| Śluza Yoshino                                          | Śluza Yoshino                                 | zbudowana w 1852                         |       |

### Obszar 3: Nirayama (prefektura Shizuoka)
Pre-industrialny piec metalurgiczny w Nirayama:
| Stanowisko                    | Opis                                        | Obraz |
| ----------------------------- | ------------------------------------------- | ----- |
| Piec metalurgiczny w Nirayama | Stanowisko historyczne; zbudowany 1853-1855 |       |

### Obszar 4:Kamaishi(prefektura Iwate)
Kopalnia żelaza i huta żelaza Hashino:
| Stanowisko              | Opis                   | Obraz |
| ----------------------- | ---------------------- | ----- |
| Kopalnia i huta Hashino | Stanowisko historyczne |       |

### Obszar 5:Saga(prefektura Saga)
Stocznia Mietsu w Saga:
| Stanowisko         | Opis                                     | Obraz |
| ------------------ | ---------------------------------------- | ----- |
| Dok portowy Mietsu | Stanowisko historyczne; zbudowany w 1858 |       |

### Obszar 6:Nagasaki(prefektura Nagasaki)
Stocznie, wyspiarskie kopalnie węgla i związane z tym miejsca w prefekturze Nagasaki:
| Stanowisko                               | Opis                                       | Obraz |
| ---------------------------------------- | ------------------------------------------ | ----- |
| Pochylnia doku Kosuge                    | Stanowisko historyczne; zbudowana w 1868   |       |
| Suchy dok Mitsubishi nr. 3               | zbudowany w 1905                           |       |
| Pensjonat Mitsubishi Senshokaku          | zbudowany w 1904                           |       |
| Gigantyczny żuraw wspornikowy Mitsubishi |                                            |       |
| Dawna modelarnia Mitsubishi              | zbudowana w 1898                           |       |
| Kopalnia węgla Takashima                 | Stanowisko historyczne; uruchomiona w 1868 |       |
| Wyspa Hashima z kopalnią węgla           | Stanowisko historyczne; uruchomiona w 1870 |       |
| Dom i biuro Glovera                      | Ważne dobro kultury; powstał w 1863        |       |

### Obszar 7: Zakłady Miike (prefektura Fukuokaiprefektura Kumamoto)
Kopalnie węgla, linie kolejowe i porty Miike w Ōmuta, Arao i Uki:
| Stanowisko                               | Opis                                      | Obraz |
| ---------------------------------------- | ----------------------------------------- | ----- |
| Szyb górniczy Miyanohara w kopalni Miike | Ważne dobro kultury; powstał w 1898-1901  |       |
| Szyb Manda w kopalni Miike               | Ważne dobro kultury; powstał w 1902-1908  |       |
| Przemysłowa linia kolejowa kopalni Miike | Ważne dobro kultury; powstała w 1891-1905 |       |
| Port Miike                               | Ważne dobro kultury; zbudowany w 1887     |       |
| Zachodni Port Misumi                     | Ważne dobro kultury; zbudowany w 1887     |       |

### Obszar 8: Zakłady Yahata (prefektura Fukuoka)
Zakłady wyrobu stali Yahata w Kitakyūshū i Nakama
| Stanowisko                                          | Opis                                                          | Obraz |
| --------------------------------------------------- | ------------------------------------------------------------- | ----- |
| Cesarskie Zakłady Stalowe Yahata                    | zbudowane w 1897-1901                                         |       |
| Cesarskie Zakłady Stalowe Yahata: Biura             | zbudowane w 1899                                              |       |
| Cesarskie Zakłady Stalowe Yahata: Zakłady naprawcze | zbudowane w 1900, najstarsze czynne zakłady stalowe w Japonii |       |
| Cesarskie Zakłady Stalowe Yahata: Kuźnia            | zbudowana w 1900                                              |       |
| Stacja pomp nad rzeką Onga                          | zbudowana w 1910, nadal czynna                                |       |